# نوار لغزش

نوار لغزشی که بر روی یک دانه فریت در فولاد ضدزنگ سخت شده کهنه شده تشکیل شده‌است. نوار لغزش در مرکز تصویر در یک بار مشخص مشاهده شد، سپس بار با انفجاری از دررفتگی‌هایی که از نوک نوار لغزش خارج می‌شد به عنوان پاسخی به افزایش بار افزایش می‌یابد. این انفجار نابجایی و تغییر توپوگرافی جلوتر از نوار لغزش در نوارهای لغزش مختلف مشاهده شد (به اطلاعات تکمیلی مقاله مراجعه کنید). طول تصویر ۱۰ پیکومتر است.

تشکیل نوارهای حاصل از حرکت نابجایی‌ها یک لغزش یک طرفه متمرکز بر روی سطوح خاص را نشان می‌دهد که باعث افزایش تراکم تنش می‌شود. به‌طور معمول، نوارهای لغزش باعث ایجاد پله‌های سطحی می‌شوند (به عنوان مثال، زبری ناشی از نوارهای لغزش مداوم در هنگام خستگی) و تراکم تنش که می‌تواند محل هسته‌زایی ترک باشد. نوارهای لغزش آنقدر حرکت می‌کنند و گسترش می‌یابند تا زمانی که با یک مرز برخورد کنند پس از رسیدن به مرز دانه دو اتفاق می‌تواند بیوفتد یا تنش ایجاد شده از انباشته شدن نابجایی در برابر آن مرز یا متوقف می‌شود یا لغزش عملیاتی را منتقل می‌کند.
ایجاد نوارهای لغزش تحت شرایط چرخه ای به عنوان نوار لغزش پایدار (PSBs) در نظر گرفته می‌شود که در آن شکل‌گیری در شرایط یکنواخت به عنوان آرایه‌های مسطح نابجایی خطاب می‌شود. خطوط نابجایی را می‌توان به سادگی، با استفاده از حرکن خطوط نابجایی که به دلیل تنش اتفاق میوفتد مشاهده کرد. و در جایی که PSBها معمولاً با بردار (مؤثر) برگر هم تراز با صفحه اکستروژن مطالعه می‌شوند، زیرا نوارهای لغزشی در سراسر دانه گسترش می‌یابد و در هنگام خستگی افزایش می‌یابند. نوار لغزشی یکنواخت یک بردار برگرز برای انتشار و دیگری برای اکستروژن‌های صفحه است که شرایط لبه هردو را کنترل می‌کند.

## نوارهای لغزش مداوم (PSB)

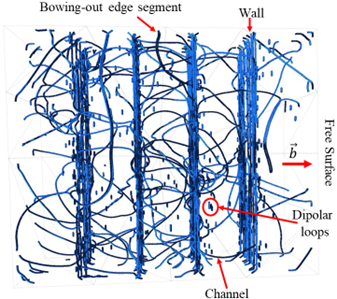
ساختار PSB (اقتباس شده از)

نوار لغزش پایدار (PSBs) با محلی سازی کرنش به دلیل خستگی در فلزات و ترک در همان صفحه همراه است. نوار لغزشی مداوم - ساختار نردبانی - عمدتاً از کانال‌های کم‌تراکم بخش‌های دررفتگی پیچ‌های متحرک و دیوارهای با چگالی بالا قطعات دررفتگی لبه دوقطبی که با بخش لبه‌های درهم پیچیده و حلقه‌های دو قطبی در اندازه‌های مختلف که بین دیوارها و کانال‌ها پراکنده شده‌اند تشکیل شده‌است. . یک نوع حلقه نابجایی مرز یک تکه کاملاً محصور از مواد لغزش شده را بر روی صفحه لغزش تشکیل می‌دهد که به سطح آزاد ختم می‌شود و باعث ایجاد پلکان روی سطح جسم می‌شود. پهن شدن نوار لغزش: نابجایی پیچ می‌تواند تنش برشی حل شده کافی برای سر خوردن روی بیش از یک صفحه لغزش داشته باشد. لغزش متقاطع ممکن است رخ دهد. اما این باعث می‌شود که بخش‌هایی از دررفتگی در صفحه لغزش اصلی باقی بماند و لغزش را برای سایر نابجایی محدود و سختتر کند. دررفتگی می‌تواند به صفحه لغزش اولیه موازی برگردد. جایی که یک منبع نابجایی جدید را تشکیل می‌دهد و فرایند می‌تواند تکرار شود. این دیوارها در PSBها یک شکل «پراکندگی دوقطبی» از آرایش پایدار نابجایی لبه ها با حداقل میدان تنش دوربرد است که دارای میدان تنش دوربرد حداقلی است. که متفاوت از نوارهای لغزشی است که یک پشته مسطح از یک آرایه پایدار است که میدان تنش دوربرد قوی دارد. و - در سطح آزاد - برش و باز کردن (حذف) حلقه‌های نابجایی در سطح باعث ایجاد پله سطح غیرقابل برگشت / پایدار مرتبط با نوار لغزش می‌شود و این گله‌ها عیوب دو بعدی نیز نامگذاری می‌شوند. تسکین سطح از طریق اکستروژن در جهت بردار برگر و ارتفاع اکستروژن و عمق PSB با ضخامت PSB افزایش می‌یابد و ناهمواری را در سطح ماده افزایش می‌دهد و باعث زبرتر شدن ماده می‌شود. و به محض اینکه نابجایی اشباع شد و به پیکربندی بی‌نظیر خود رسید، ترک‌هایی برای ایجاد هسته و انتشار در امتداد اکستروژن‌های PSB مشاهده شد و این ترک‌ها باعث شکننده تر شدن ماده می‌شوند البته برای ایجاد این ترک‌ها پس ازاشباع شدن دانه از نابجایی انرژی و تنش زیادی لازم است چون محدودیت برای حرکت نابجایی حاصل از افزایش تراکم میدان تنشی حرکت نابجایی را سختتر می‌کند و عملاً در این حالت مادهٔ استحکام یافته ترک برداشته. به‌طور خلاصه، برخلاف عیوب خط دوبعدی، میدان در نوک نوار لغزش به دلیل فعل و انفعالات سه بعدی است که در آن اکستروژن باند لغزش یک دررفتگی سینک مانندی را شبیه‌سازی می‌کند که در امتداد محور حرکت نابجایی مشاهده می‌شوند. بزرگی میدان تغییر شکل گرادیان جلوتر از باند لغزش به ارتفاع لغزش بستگی دارد و شرایط مکانیکی انتشار تحت تأثیر میدان دوربرد نابجایی‌های ساطع شده‌است. یک علامت سطح، یا نوار لغزش، در تقاطع یک صفحه لغزش فعال و سطح آزاد یک کریستال ظاهر می‌شود. لغزش در بهمن‌هایی که به موقع از هم جدا شده‌اند رخ می‌دهد. بهمن‌های سیستم‌های لغزشی دیگر که از یک صفحه لغزشی حاوی منبع فعال عبور می‌کنند، منجر به نشانه‌های سطح پلکانی مشاهده‌شده، با بهمن‌های متوالی از منبع داده شده نسبت به یکدیگر جابجا شده‌اند. نابجایی‌ها روی یک صفحه لغزش واحد ایجاد می‌شوند زیرا انتقال نابجایی از صفحه ای به صفحهٔ دیگر نیازمند انرژی بالایی است. آنها اشاره می‌کنند که یک بخش نابجایی، که در یک صفحه لغزش قرار دارد و در هر دو انتها چسبانده شده‌است، منبع تعداد نامحدودی از حلقه‌های نابجایی است که البته با وجود تعداد بیشتر نابجایی ایجاد نابجایی جدید سختتر است. به این ترتیب می‌توان گروه‌بندی نابجایی‌ها را در بهمنی از هزار حلقه یا بیشتر در یک صفحه لغزش درک کرد. هر حلقه نابجایی دارای یک میدان تنش است که با تنش اعمال شده در همسایگی منبع مخالف است و این باعث می‌شود که حلقه‌های نابجایی با یکدیگر ادغام نشوند. وقتی حلقه‌های کافی ایجاد شد، تنش در منبع به مقداری کاهش می‌یابد که حلقه‌های اضافی تشکیل نمی‌شوند. به دلیل وجود میدان تنشی اطراف هر حلقه حلقه نمی‌توانند با یکدیگر تفکیک شوند و باید فاصلهٔ مشخصی را از هم حفظ کنند و تنها پس دور شدن یک بهمن از حلقه‌ها بهمن جدیدی می‌تواند ایجاد شود این کشش‌های داخلی باعث ایحاد محدودیت در حرکت خطوط نابجایی می‌شود و هرچه خطوط نا بجایی بیشتر باشند میدان تنشی اطراف این نابجایی‌ها فضای بیشتری را اشغال کرده قابل ذکر است که خطوط نابجایی به دلیل میدان‌های تنشی متفاوت اطرافشان با یکدیگر ادغام نمی‌شوند و همین امر باعث می‌شود که افزایش تعداد این خطوط باعث سختتر شدن حرکت سایر نابجایی‌ها بشود و به دلیل ستتر شدن حرکت نا بجایی در دانه استحکام ماده بالاتر می‌رود.
تولید اولین تجمع نابجایی‌ها به راحتی قابل ردیابی و مشاهده است. هنگامی که تنش در منبع به r* رسید، حلقه‌ها ایجاد می‌شوند و تا زمانی که استرس پس از بهمن متوقف شود، تولید می‌شوند. بهمن دوم بلافاصله در پلی کریستال‌ها رخ نمی‌دهد، زیرا حلقه‌ها در بهمن اول در مرزهای دانه متوقف می‌شوند یا تا حدی متوقف می‌شوند و فضای دانه را برای بهمن بعدی محدود تر می‌کنند و تنش بیشتری برای ایجاد بهمن دوم لازم است. تنها در صورتی که تنش خارجی به میزان قابل توجهی افزایش یابد، بهمن دوم تشکیل خواهد شد و همچنین فضا برای بهمن‌های بعدی محدود تر خواهد شد. به این ترتیب می‌توان تشکیل بهمن‌های اضافی با افزایش تنش را درک کرد.
باقی مانده‌است که جابجایی بهمن‌های متوالی را با مقدار کمی نرمال نسبت به صفحه لغزش توضیح دهیم، در نتیجه ساختار ظریف مشاهده شده نوارهای لغزش را در نظر بگیریم. جابجایی از این نوع مستلزم آن است که منبع فرانک-رید نسبت به سطحی که نوارهای لغزش مشاهده می‌شود حرکت کند البته باید این را هم در نظر گرفت که میدان‌های تنشی و سایر نابجایی‌ها چگونه در هر دانه توزیع شده‌اند.
کار نانو فشرده سازی درجا در میکروسکوپ الکترونی عبوری (TEM) نشان می‌دهد که تغییر شکل a-Fe در مقیاس نانو یک فرایند ناهمگن است که با یک سری انفجارهای جابجایی کوتاه و انفجارهای جابجایی بزرگ متناوب مشخص می‌شود. مجموعه ای از انفجارهای کوتاه با حرکت جمعی نابجایی‌ها در داخل کریستال مطابقت دارد. انفجارهای بزرگ منفرد از SBهایی هستند که از سطح نمونه هسته گرفته شده‌اند. این نتایج نشان می‌دهد که تشکیل SBs را می‌توان به عنوان یک فرایند انعطاف‌پذیری محدود منبع در نظر گرفت. تغییر شکل پلاستیک اولیه با ضرب / حرکت چند نابجایی در فواصل کوتاه به دلیل در دسترس بودن منابع نابجایی در نانو تیغه مشخص می‌شود و البته باید در نظر گرفت که این نا بجایی بصورت نا محدود نمی‌توانند حرکت کنند و اغلب این حرکت به مرز دانه محدود می‌شود چون که یک نا بجایی برای گذر از مرز دانه و ورود به دانه دیگر نیازمند انرژی وتنش زیادی است و گاهی ممکن است جسم توان تحمل این مقدار تنش را نداشته باشد و دچار شکستگی شود. هنگامی که به مرحله ای رسید که در آن نابجایی‌های متحرک در امتداد صفحات لغزش ترجیحی از طریق نانو تیغه حرکت کردند یا در پیکربندی‌های بدون حرکت درگیر شدند و حرکت نابجایی بیشتر در داخل کریستال دشوار شد، شکل‌پذیری با تشکیل SBها انجام می‌شود که هسته می‌شوند. از سطح و سپس از طریق نانو تیغه منتشر می‌شود.

منبع فرانک-رید

فیشر و همکاران پیشنهاد کرد که SBها به صورت دینامیکی از منبع فرانک-رید در سطح نمونه تولید می‌شوند و توسط میدان تنش خود در تک بلورها خاتمه می‌یابند و با ایجاد هر کدام از این SBها و به دلیل میدان تنشی اطرافش تولید و جاگیری SB جدید به تنش بیشتری احتیاج دارد. رفتار ترکیدگی جابجایی که توسط Kiener و Minor در فشرده سازی نانوستون‌های تک کریستالی مس گزارش شده‌است. بدیهی است که پیشرفت تسلیم دندانه دار را نسبت به آن بدون نانوساختار اسپینودال سرکوب کرد. نتایج تحقیقات نشان داد که در طول تغییر شکل فشاری، نانوساختار اسپینودال حرکت نابجایی‌ها را محدود می‌کند (که منجر به افزایش قابل‌توجه در چگالی دررفتگی می‌شود)، باعث ایجاد یک اثر تقویتی قابل‌توجه می‌شود، و همچنین مورفولوژی نوار لغزش را مسطح نگه می‌دارد و استحکام ماده را افزایش می‌دهد.
حرکت خطوط نا بجایی که بر اثر تنش وارد شده به آنها رخ می‌دهد به رشد رسوبات آستنیت کمک می‌کند و داده‌های کمی را برای آشکار کردن میدان تنش ایجاد شده توسط مهاجرت رابط فراهم می‌کند. تغییر سریع سرعت حرکت لبه هاب نابجایی احتمالاً بخاطر شل شدن و تجمع میدان تنشی در نزدیکی این لبه‌ها است. پس از خروج از نوک، حلقه دررفتگی به سرعت جلوتر از نوک منبسط می‌شود، بنابراین تغییر در سرعت نوک با انتشار نابجایی همراه است. این نشان می‌دهد که دررفتگی ساطع شده به شدت توسط میدان تنش موجود در نوک لت دفع می‌شود. هنگامی که حلقه با سطح فویل برخورد می‌کند، به دلیل وجود یک لایه نازک اکسید روی سطح، به دو بخش دررفتگی شکسته می‌شود که اثری قابل مشاهده از خود باقی می‌گذارد. انتشار یک حلقه دررفتگی از نوک ممکن است بر سرعت حرکت نوک از طریق تعامل بین حلقه دررفتگی موضعی و نابجایی‌های سطحی احتمالی در رابط نیمه منسجم اطراف نوک تأثیر بگذارد و به دلیل ایجاد میدان تنشی در اطرافی فصای دانه را برای بوجود آمدن نابجایی جدید محدود تر می‌کند و همچنین برای ایجاد نابجایی جدید در این شرایط به تنش بیشتری احتیاج است و از طرفی به دلیل اینکه حرکت از دانه ای به یک دانهٔ دیگر برای نابجایی انرژی بسیار بالایی نیاز دارد عملاً با ایجاد هر نابجایی حرکت و بوجود آمدن برای سایر نابجایی‌ها دشوارتر می‌شود و اینگونه استحگام ماده افزایش می‌یابد. در نتیجه نوک به‌طور موقت متوقف شد. تنش برشی خالص اعمال شده بر روی هر نابجایی ناشی از ترکیبی از میدان تنش در نوک لت (نوک τ)، تنش تصویر که تمایل به جذب حلقه نابجایی به سطح دارد (تصویر τ)، کشش خط (τl) و تنش اندرکنش بین نابجایی‌ها (τ inter). این بدان معناست که میدان کرنش به دلیل تبدیل آستنیت به اندازه کافی بزرگ است که باعث ایجاد هسته و انتشار نابجایی‌ها از نوک لت آستنیتی شود.

## لغزش باند در غیاب بارگذاری چرخه ای

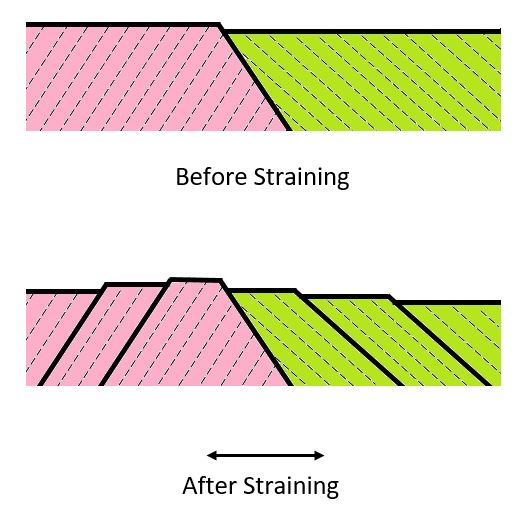
تشکیل نوارهای لغزشی

در حالی که بارگذاری معکوس مکرر معمولاً منجر به محلی سازی سر خوردن نابجایی و محدودیت حرکت برای سایر نابجایی‌ها می‌شود، ایجاد اکستروژن‌ها و نفوذهای خطی بر روی سطح آزاد می‌شود، ویژگی‌های مشابهی می‌تواند حتی در صورت عدم برگشت بار ایجاد شود و فضای هر دانه برای حرکت نابجایی‌ها محدود است مگر در صورتی که تنش آنقدر بالا برود که نا بجایی بتواند صفحه لغزش خود را عوض کند و پلکانی از این جنس درست شود. اینها از نابجایی‌هایی ناشی می‌شوند که روی یک صفحه لغزش خاص، در یک جهت لغزش خاص، تحت یک بار خارجی می‌روند و البته بسته به تعداد خطوط نابجایی در دانه اندازهٔ این بار می‌تواند متفاوت باشد. پله‌ها را می‌توان بر روی سطح آزاد به‌عنوان یک نتیجه از تمایل به دنبال شدن نابجایی‌ها در امتداد یک مسیر سر خوردن، که ممکن است چندین مورد به موازات یکدیگر در دانه مورد نظر وجود داشته باشد، ایجاد کرد. عبور قبلی نابجایی‌ها ظاهراً سر خوردن را برای موارد بعدی آسان‌تر می‌کند، و این اثر ممکن است با منابع نابجایی، مانند منبع فرانک-رید، که در هواپیماهای خاص عمل می‌کند، مرتبط باشد.

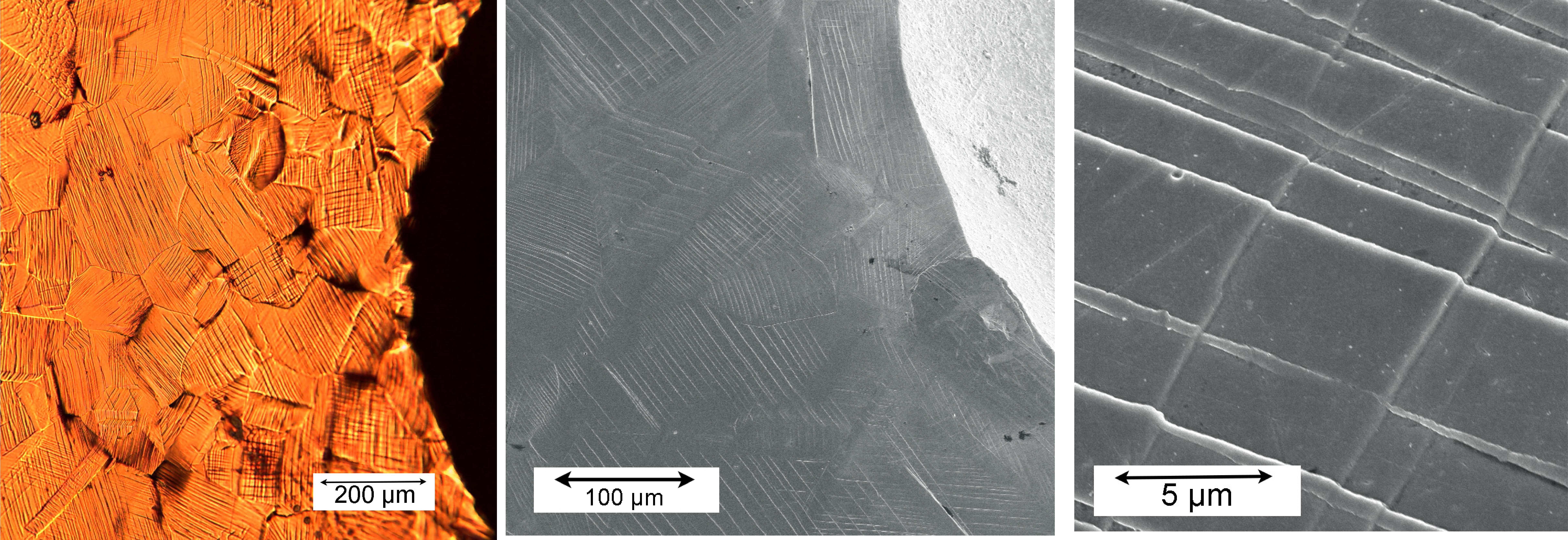
این مجموعه ای از ۳ میکروگراف - یک نوری و دو الکترون روبشی - است که مجموعه‌ای از نوارهای لغزش پایدار را در دانه‌های جداگانه در ناحیه اطراف یک فرورفتگی کروی ساخته شده در یک نمونه مس صیقلی نشان می‌دهد. این نوارها پله‌هایی در سطح هستند که توسط تعداد زیادی نابجایی که در امتداد صفحات خاص (لغزش) سر می‌خورند ایجاد می‌شوند.

ظاهر چنین نوارهایی که گاهی به آنها «خطوط لغزش پایدار» می‌گویند، شبیه به آنهایی است که از بارگذاری چرخه ای ناشی می‌شوند، اما مراحل حاصل معمولاً موضعی تر و دارای ارتفاع کمتری هستند. آنها همچنین ساختار دانه را آشکار می‌کنند. آنها اغلب روی سطوح آزاد که قبل از تغییر شکل صیقل داده شده‌اند دیده می‌شوند. به عنوان مثال، شکل ریزنگارهای (گرفته شده با بزرگنمایی‌های مختلف) از ناحیه اطراف یک تورفتگی ایجاد شده در نمونه مسی با یک فرورفتگی کروی را نشان می‌دهد. خطوط موازی درون دانه‌های منفرد هر کدام نتیجه چند صد نابجایی از یک نوع هستند که به سطح آزاد می‌رسند و پله‌هایی با ارتفاع چند میکرون ایجاد می‌کنند. اگر یک سیستم لغزشی منفرد در یک دانه عمل می‌کرد، آنگاه فقط یک مجموعه از خطوط وجود دارد، اما معمول است که بیش از یک سیستم در یک دانه فعال شود (مخصوصاً زمانی که کرنش نسبتاً زیاد باشد)، که منجر به دو یا چند خط می‌شود. مجموعه ای از خطوط موازی ویژگی‌های دیگری که نشان‌دهنده جزئیات چگونگی تغییر شکل پلاستیک است، مانند ناحیه‌ای از برش مشارکتی ناشی از دوقلوزایی تغییر شکل، نیز گاهی اوقات در چنین سطوحی دیده می‌شود دوقلویی‌ها نوعی از نابجایی‌ها هستند که در آن خطی نا بجایی را به دو نیم که دقیقاً هم شکل هستند تقسیم کرده. در میکروگراف نوری نشان داده شده، همچنین شواهدی از چرخش دانه وجود دارد - به عنوان مثال، در «رینگ» تورفتگی و به شکل فرورفتگی در مرزهای دانه اما حرکت نابجایی‌ها از یک دانه به دانهٔ دیگر و عبور آنها از مرز دانه به سادگی انجام نمی‌شود و نیازمند انرژی بالایی است و به همین دلیل است که یکی از روش‌های استحکام بخشی به مواد کوچک کردن فضای دانه و ایجاد خطوط نابجایی و میدان تنشی بیشتر در هر دانه است تا سایر نایجایی برای حرکت و ایجاد شدن به سختی بیشتری بیوفتند البته باید دقت کرد که اندازهٔ دانه‌ها بیش از حد کوچک نشود؛ بنابراین چنین تصاویری می‌توانند بسیار آموزنده باشند.

## ماهیت میدان محلی باند لغزش

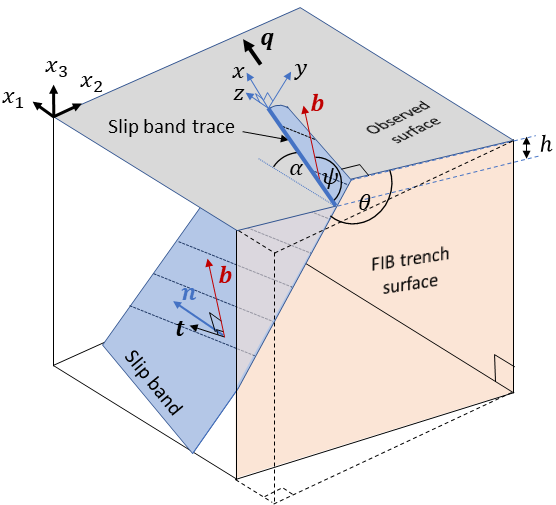
شماتیک یک نوار لغزش، نسبت به محورهای اندازه‌گیری (𝑥 _{1}، 𝑥 _{2}، و _{3}) و محورهای مربوط به نوار لغزش (𝑥، 𝑦 و 𝑧)، که زوایایی را نشان می‌دهد که رابطه بین این محورها را توصیف می‌کند. و آثار نوار لغزش (𝛼، 𝜃)، و زاویه شیب (𝜓) رد لغزش (𝑥) و بردار برگر (𝑏) نسبت به سطح. ℎ ارتفاع باند لغزش است و 𝑞 جهت انتشار باند لغزشی است که برای محاسبه انتگرال J هنگام استفاده از روش گسترش مجازی در نظر گرفته شده‌است. 𝑡 بردار خط ترسیم شده در اینجا را برای یک جابجایی لبه توصیف می‌کند، یعنی 𝑏⊥𝑡، و 𝑛 صفحه باند لغزش نرمال است.

میدان تغییر شکل در نوار لغزش به دلیل کرنش‌های الاستیک و پلاستیکی سه بعدی است که در آن برش متمرکز نوک نوار لغزش دانه را در مجاورت آن تغییر شکل می‌دهد. کرنش‌های الاستیک غلظت تنش را در جلوی نوار لغزش توصیف می‌کنند، که مهم است زیرا می‌تواند بر انتقال تغییر شکل پلاستیک در مرزهای دانه تأثیر بگذارد و حرکت خطوط نابجایی را با سختی مضاعف مواجه کند زیرا هرچه خطوط نا بجایی بیشتر و غلظت تنش بالاتر باشد ایجاد و حرکت خطوط نابجایی جدید سختتر است زیرا اطراف خطوط نا بجایی میدان تنشی خاصی وجود داره که این خطوط را با یکدیگر ادغام ناپذیر می‌کند و فضای دانه را برای خطوط نابجایی جدید محدود تر می‌کند. درک این موضوع برای حمایت از مطالعه عملکرد و شکستگی بین / داخل دانه ای مورد نیاز است. برش متمرکز نوارهای لغزش همچنین می‌تواند ترک‌هایی را در صفحه نوار لغزش ایجاد کند، و نوارهای لغزش پایدار که منجر به شروع و رشد ترک خستگی درون دانه‌ای می‌شوند نیز ممکن است تحت شرایط بارگذاری چرخه‌ای تشکیل شوند. برای مشخص کردن صحیح نوارهای لغزش و اعتبارسنجی مدل‌های مکانیکی برای برهمکنش آنها با ریزساختار، تعیین کمیت میدان‌های تغییر شکل محلی مرتبط با انتشار آنها بسیار مهم است. با این حال، توجه کمی به نوارهای لغزش درون دانه‌ها (یعنی در غیاب برهمکنش مرزی دانه) شده‌است.
میدان تنش دوربرد (یعنی میدان کرنش الاستیک) در اطراف نوک یک متمرکز کننده تنش، مانند یک نوار لغزش، می‌تواند یک تکینگی معادل ترک در نظر گرفته شود. این تکینگی را می‌توان با استفاده از یک انتگرال مستقل از مسیر تعیین کرد زیرا قوانین بقای کشش را برآورده می‌کند. قوانین بقای کشش مربوط به تقارن‌های انتقالی، چرخشی و مقیاس بندی در ابتدا توسط نولز و استرنبرگ از قضیه نوتر استخراج شد. بودیانسکی و رایس انتگرال J-, M-، L- را معرفی کردند و اولین کسانی بودند که به ترتیب تفسیری فیزیکی به عنوان نرخ آزادسازی انرژی کرنش برای مکانیسم‌هایی مانند انتشار حفره، انبساط یکنواخت همزمان و چرخش نقص ارائه کردند. . هنگامی که بر روی سطحی که یک نقص را در بر می‌گیرد، ارزیابی می‌شود، این انتگرال‌های حفاظتی نشان دهنده نیروی پیکربندی بر روی نقص هستند. این کار راه را برای زمینه مکانیک پیکربندی مواد هموار کرد، با انتگرال J مستقل از مسیر که اکنون به‌طور گسترده برای تجزیه و تحلیل نیروهای پیکربندی در مسائل مختلف مانند دینامیک نابجایی، گنجاندن نامناسب، استفاده می‌شود. انتشار ترک‌ها، تغییر شکل برشی رس‌ها، و هسته دررفتگی همسطح از ترک‌های بارگذاری شده برشی. انتگرال‌ها برای مواد الاستیک خطی و الاستیک-پلاستیک به کار رفته‌اند و با فرآیندهایی مانند بارگذاری حرارتی و الکتروشیمیایی و کشش‌های داخلی همراه شده‌اند و این کشش‌های داخلی باعث ایحاد محدودیت در حرکت خطوط نابجایی می‌شود و هرچه خطوط نا بجایی بیشتر باشند میدان تنشی اطراف این نابجایی‌ها فضای بیشتری را اشغال کرده قابل ذکر است که خطوط نابجایی به دلیل میدان‌های تنشی متفاوت اطرافشان با یکدیگر ادغام نمی‌شوند و همین امر باعث می‌شود که افزایش تعداد این خطوط باعث سختتر شدن حرکت سایر نابجایی‌ها بشود و به دلیل ستتر شدن حرکت نا بجایی در دانه استحکام ماده بالاتر می‌رود. اخیراً، مطالعات تجربی مکانیک شکست از اندازه‌گیری‌های میدان کامل در محل جابجایی‌ها و کرنش‌های الاستیک برای ارزیابی میدان تغییر شکل موضعی اطراف نوک ترک به‌عنوان یک انتگرال J استفاده کرده‌اند.
خطوط حرکت نابجایی به دلیل تغییر شکل قابل بازگشت شکل می‌گیرند و خود می‌توانند عامل این باشند که جسم قابلیت چکش خواری و تغییر شکل باشند بدون اینه از بین بروند و تجزیه و تحلیل نیروی وارد بر نابجایی ماهیت دو بعدی نقص خط نابجایی را در نظر می‌گیرد. تعاریف کلی نیروی پیکربندی هلو– کوهلر (𝑃 𝑘𝑗) (یا تانسور الاستیک انرژی- تکانه) در یک جابجایی در دلخواه 1, 2, 3, سیستم مختصات Burger (بردار تجزیه کننده بردار) 𝑏) به اجزای متعامد. این منجر به تعریف تعمیم یافته J-انتگرال در معادلات زیر می‌شود. برای یک انباشته نابجایی، انتگرال J مجموع نیروی پیکربندی هلو- کوهلر نابجایی‌های انباشته‌است (از جمله خارج از صفحه، 𝑏 3).
𝐽𝑘 = ∫ 𝑃𝑘𝑗 𝑛𝑗 𝑑𝑆 = ∫(𝑊𝑠 𝑛𝑘− 𝑇𝑖 𝑢𝑖,𝑘) 𝑑𝑆
𝐽𝑘𝑥 = 𝑅𝑘𝑗 𝐽𝑗, 𝑖,𝑗,𝑘=۱٬۲,۳
که در آن 𝑆 یک کانتور دلخواه در اطراف محل تجمع خطوط نابجایی است با واحد به سمت خارج عمود است . انتگرال است که در امتداد جهت 𝑥 𝑘 ارزیابی می‌شود، و 𝑅 𝑘𝑗 یک تانسور نگاشت مرتبه دوم است که در جهت 𝑥 𝑘 نگاشت می‌شود. این انتگرال - برداری منجر به مشکلات عددی در تجزیه و تحلیل از 2 می‌شود و برای یک نوار لغزش سه بعدی یا ترک شیبدار، 3 عبارت را نمی‌توان نادیده گرفت و محاسبهٔ انرژی لازم برای حرکت نابجایی‌ها معادلات انرژی پیچیده نیاز است.
- علم مواد
- خستگی (مواد)
- لغزش (علوم مواد)
- دوقلوزایی تغییر شکل
- J-انتگرال